# Френк-Мезер
Френк-Мезер — гора в восточном Крыму.

## Описание
Этимология тюрк. френк франк, западноевропеец, мезер могила. На юго-восточном выступе горы был таврский могильник, позднее поврежденный лесопосадками, жители Крыма иногда приписывали древние могилы позднейшим народам.
Высота над уровнем моря 666 метров. Протяженная гора, с отрогами на запад, север и юго-восток. У вершины открытые поляны, на склонах лес. Южный отрог хребта Туар-Алан. В 4 км к югу село Краснокаменка (Кизилташ).
На восточном склоне долина (овраг) Мерезлык-Узень с сезонным водотоком.
Место пешеходного туризма. На горе имеется оборудованная туристская стоянка, через неё проходит Крымская тропа.

## История
Места боёв Восточного соединения партизан Крыма в 1941—1944 годах. На юго-восточном отроге горы установлен памятный знак партизанам. Здесь, в ноябре 1941 г. формировался партизанский отряд (командир Мокроус И. С., комиссар Пономаренко Р. М.), входивший в состав Восточного соединения крымских партизан. Клуб "Кара-Даг" г. Феодосия ноябрь 2006 г. (возобновлена ноябрь 2014).